# Boniswil
Boniswil (schweizertyska: Bonischwiu) är en ort och kommun i distriktet Lenzburg i kantonen Aargau, Schweiz. Kommunen har 1 751 invånare (2023).